# Fabryczna
Fabryczna è uno dei cinque quartieri amministrativi della città di Breslavia, in Polonia. Fabryczna (tradotto in italiano industriale) è localizzato nella parte ovest della città, a sud del fiume Oder. Il quartiere è il più esteso di Breslavia ed è sede dei maggiori centri industriali della città.

## L'inondazione del 1997
La parte nord di Fabryczna fu severamente danneggiata nel 1997, e specialmente il distretto di Kozanów. Quest'ultimo quartiere rimase inondato per due settimane. I militari, visto le circostanze degli abitanti del luogo, decisero di aiutarli fornendo loro cibo e medicine. La cosa strana è che il fiume Oder, il più grande fiume che attraversa Breslavia, non è la causa principale dell'inondazione. Il quartiere si è allagato per colpa di un piccolo canale, affluente dell'Oder, che è straripato nella zona di Kozanów, esso è chiamato Bystrzyca.